# قریضه
قریضه (به عربی: قریضة) یک منطقهٔ مسکونی در سودان است که در دارفور جنوبی واقع شده‌است. قریضه ۱۲۰٬۰۰۰ نفر جمعیت دارد و ۴۸۴ متر بالاتر از سطح دریا واقع شده‌است.